# Mont Koupé
Le mont Koupé est un volcan conique de la ligne du Cameroun, dont le sommet culmine à 2 064 m d'altitude situé à la limite des communes de Tombel (Sud-Ouest du Cameroun) et Manjo (région du Littoral).

## Géographie

### Topographie
Entouré par des pics secondaires, il se trouve à cheval sur l’ancienne frontière entre le Cameroun francophone et anglophone. Il forme un complexe montagneux avec les monts Bakossi à l’ouest et est connecté par une crête descendante via la réserve forestière de Manéhas et la forêt de Mbumbe avec le mont Manengouba et ses cratères vers le nord. 

### Faune et flore
Les pentes raides du mont Koupé sont recouvertes par une forêt de nuage vierge, qui se transforme graduellement vers le haut en arbustes montagneux et des prairies. Les forêts du mont Koupé sont considérées d’une priorité élevée pour la conservation à cause de sa biodiversité variée abritant des espèces endémiques (par exemple : Mount Kupe Bush Shrike, Psychotria darwiniana). Elle sert d'habitat à quelques espèces menacées (drills, chimpanzés et duikers).
- Afrothismia saingei
- Ardisia alabastro-alata
- Ardisia koupensis
- Brachystephanus kupeensis
- Costus kupensis
- Cuviera talbotii
- Diospyros kupensis
- Dracaena kupensis
- Ixora foliosa
- Lefebvrea kupense
- Memecylon kupeanum
- Pavetta kupensis
- Platytinospora buchholzii
- Polystachya bicalcarata
- Polystachya cooperi
- Polystachya kupensis
- Psychotria bakossiensis

Plantes endémiques récoltées au mont Koupé.
Brachystephanus kupeensis
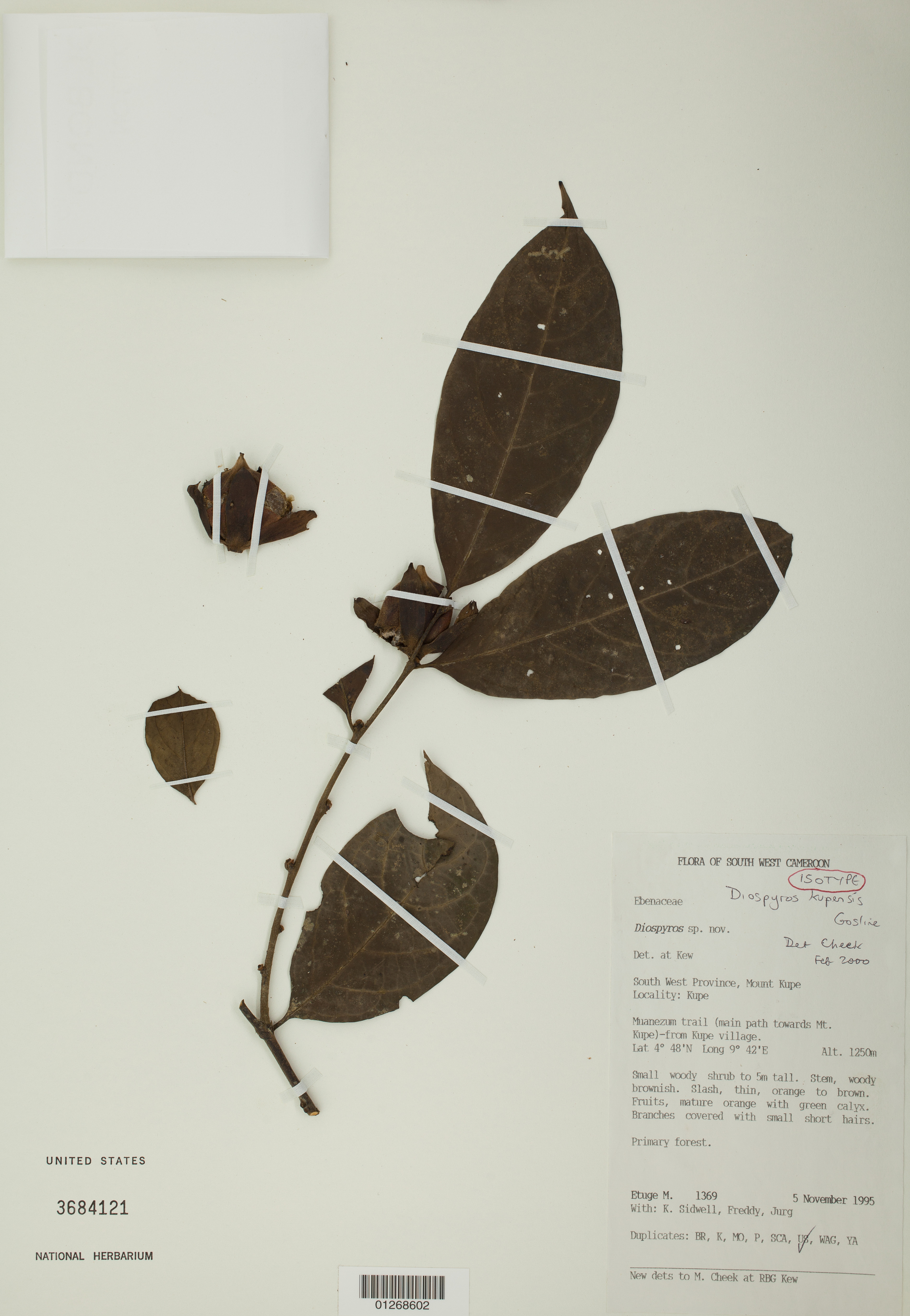
Diospyros kupensis.
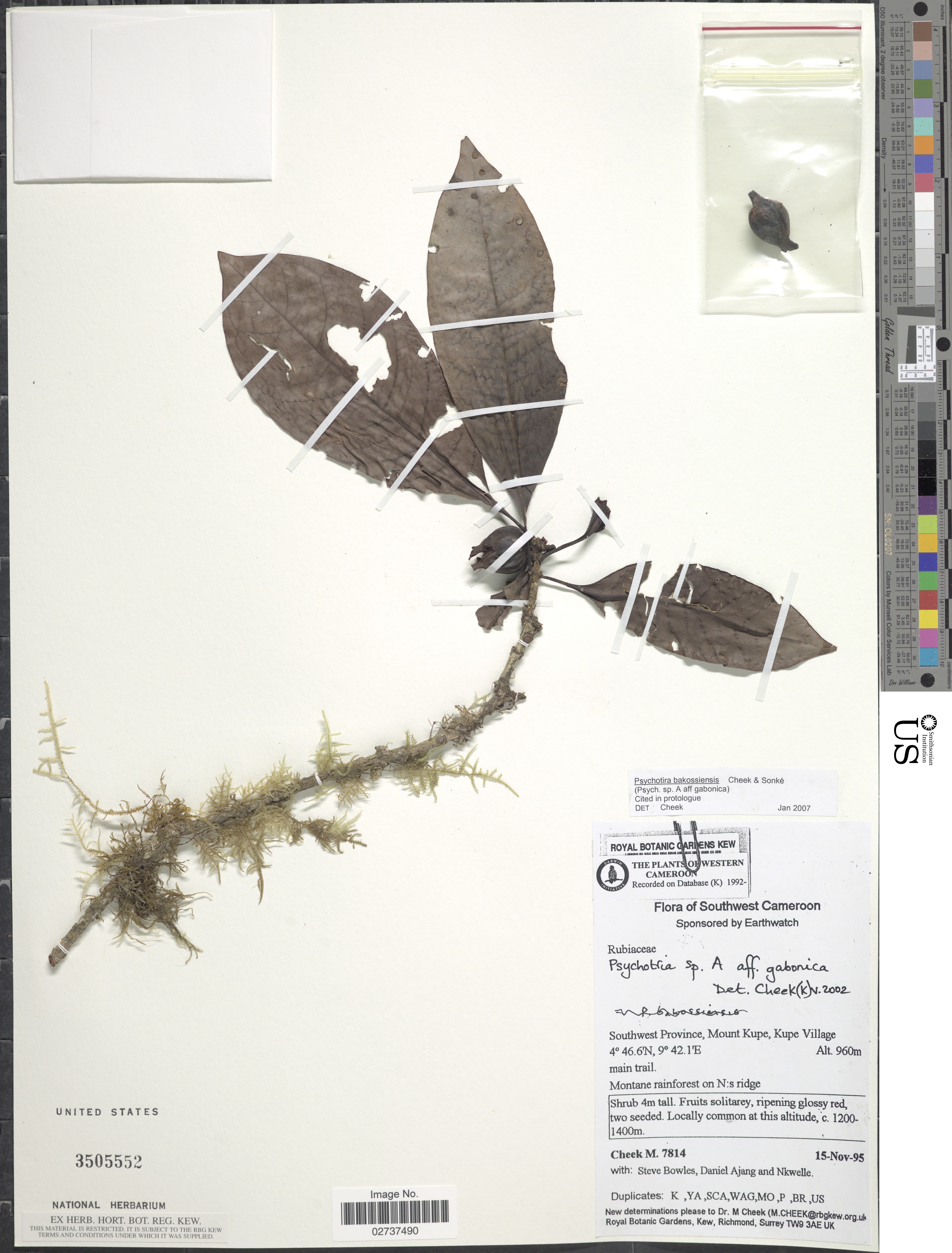
Psychotria bakossiensis

## Population
Autour du mont Koupé vit une population d’environ 140 000 personnes. Le versant occidental du mont Koupé est peuplé par les Bakossi, qui sont anglophones. Les flancs orientaux, la zone francophone, étaient historiquement habités par les Manehas. La population actuelle, cependant, est constituée pour 70-80 % d'immigrants, notamment des Bamiléké et des « Bamenda people ».

## Économie

Ferme avicole.
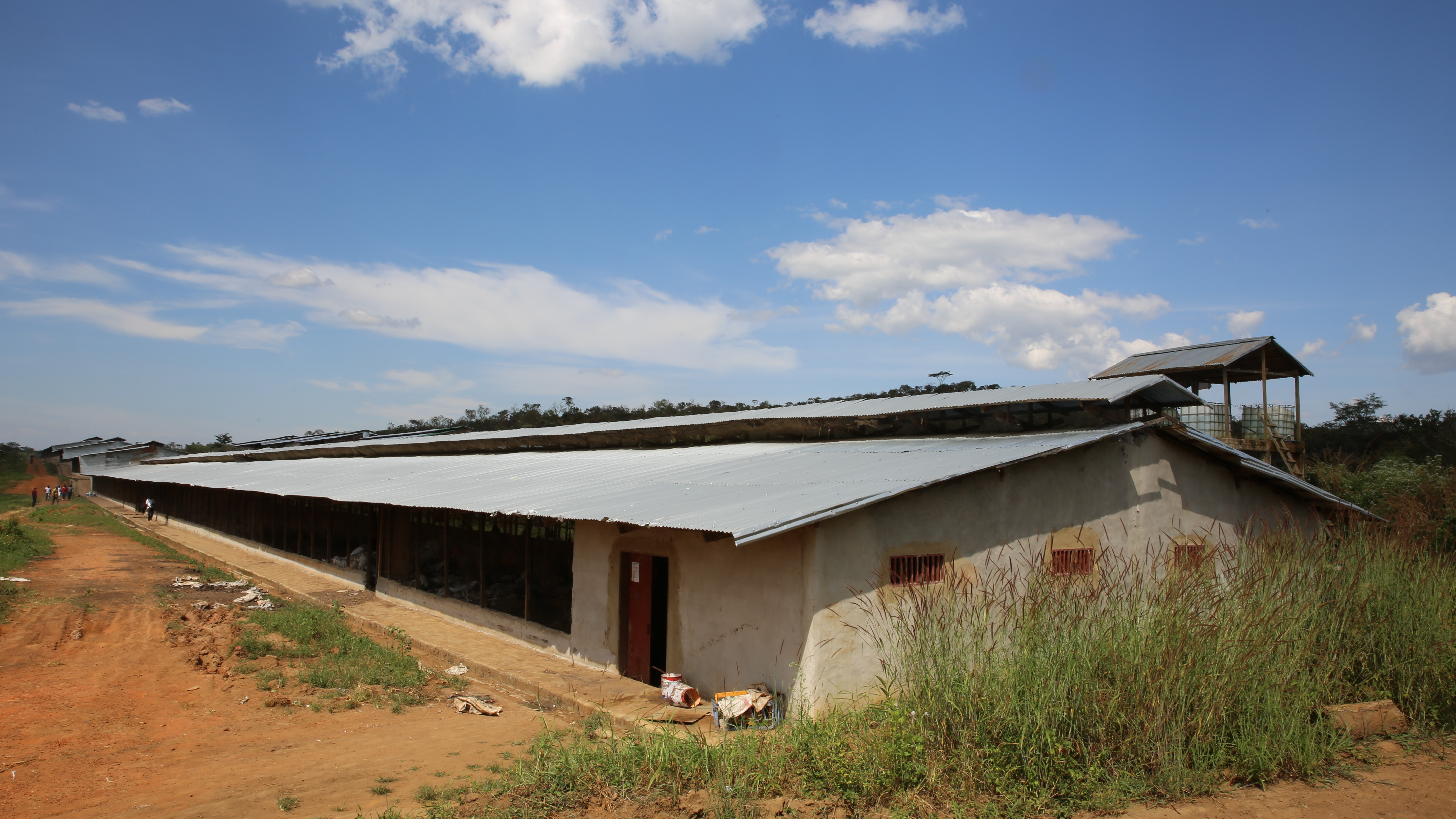
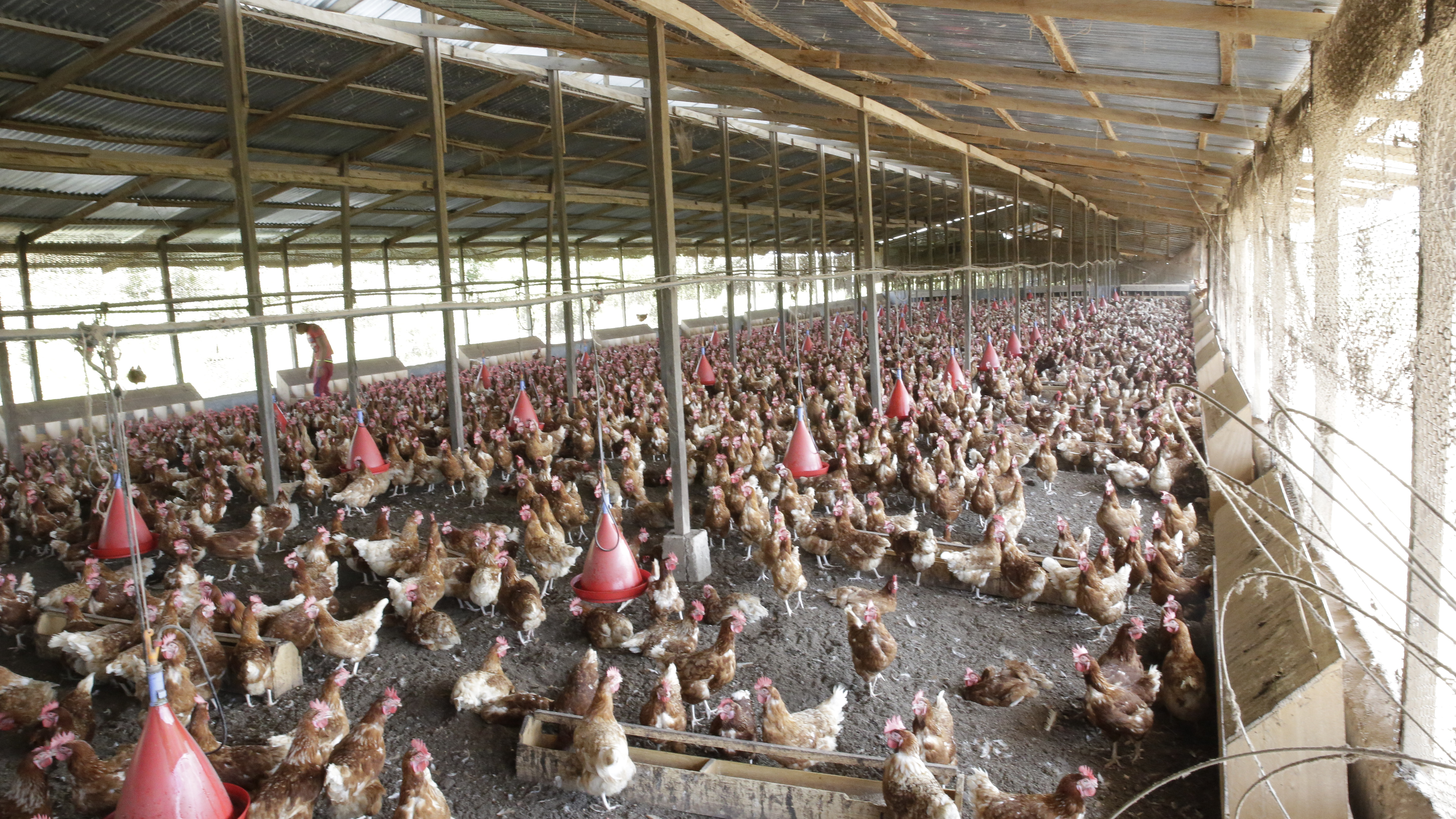

## Philatélie
En 1991, la république du Cameroun émet deux timbres représentant la Pie grièche du mont Kupe, dans le cadre de la série « Oiseaux uniques au monde ».